# Arthur Cecil Alport
Arthur Cecil Alport (Beaufort West, 25 gennaio 1880 – Londra, 17 aprile 1959) è stato un medico sudafricano che per primo identificò la sindrome di Alport in una famiglia britannica nel 1927.

## Biografia
Dopo la laurea in medicina alla Edinburgh Medical College nel 1905, ritornò in Sudafrica a praticare il suo lavoro di medico a Johannesburg, dove possedeva una piccola miniera d'oro. Tuttavia questa non si rivelò molto produttiva.
Durante la prima guerra mondiale Alport prestò servizio presso il Royal Army Medical Corps nell'Africa sud occidentale, in Macedonia e Salonicco. Dopo la guerra, Alport ha conseguito il dottorato di ricerca con la sua tesi nel 1919 presso la facoltà di medicina dell'Università di Edimburgo. Alport ha lavorato come specialista in medicina tropicale presso il Ministero delle Pensioni, a Londra. Dal 1922 ha lavorato per quattordici anni sotto la guida del professor Frederick Samuel Langmead (1879-1969) come assistente direttore della nuova unità medica al St. Mary's Hospital di Paddington.
Su consiglio di Alexander Fleming, Alport nel 1937 andò al Cairo per diventare professore di medicina presso l'Ospedale King Fuad I, Università del Cairo. Inorridito dalle pratiche fraudolente di disonestà e corruzione che incontrò in quegli anni negli ospedali egiziani, ma ancor più della negligenza dei pazienti poveri, ed interamente in armonia con la sua integrità morale, egli iniziò una sorta di "crociata" di riforma presso la nuova collocazione.
Queste condizioni erano il tema del suo libro One Hour of Justice: Il libro nero degli ospedali egiziani, un opuscolo pubblicato privatamente, che ha dedicato alle divinità gemelle della decenza e della giustizia; dopo la pubblicazione raggiunse l'obiettivo di far passare una proposta di legge per la riforma della facoltà di medicina egiziana. Fu presentato alla legislatura nel 1944.Morì nel suo vecchio ospedale di Londra nel 1959, all'età di 79 anni.